# プジャワティ・ウタマ
プジャワティ・ウタマ（Pujawati Utama、1960年6月4日 - ）はインドネシアの女子柔道家。
1990年に北京市で開催されたアジア競技大会の女子72kg級に出場し、銅メダルを獲得した。現在までにインドネシアのアジア大会の柔道における唯一のメダルとなっている。1992年にはバルセロナオリンピックにも出場している。